# Saturn Bomberman
Saturn Bomberman (サターンボンバーマン?, Satān Bonbāman) è un videogioco della serie Bomberman sviluppato da Hudson Soft e pubblicato nel 1996 per Sega Saturn.

## Modalità di gioco
Saturn Bomberman presenta tre diverse modalità di gioco: in quella principale possono partecipare uno o due giocatori in modalità cooperativa. Oltre alla modalità multigiocatore, che prevede un massimo di dieci partecipanti tramite multitap o Sega NetLink, si possono affrontare i livelli di giocatore singolo.
Tra i personaggi giocanti, oltre a Bomberman, è possibile impersonare Master Higgins di Adventure Island, Yuna di Galaxy Fraulein Yuna, alcuni personaggi della serie Far East of Eden e le mascotte di Hudson Soft.